# John Lawton (cầu thủ bóng đá)
John Kenneth Lawton (6 tháng 7 năm 1936 - 12 tháng 8 năm 2017) là một cầu thủ bóng đá người Anh thi đấu ở Football League cho Stoke City.

## Sự nghiệp
Lawton sinh ra ở Woore, và thi đấu cho Crewe Alexandra trước khi gia nhập Stoke City năm 1955. Ông trải qua mùa giải 1955-56 ở Stoke nơi ông thi đấu 9 trận, ghi 3 bàn trong 3 trận quốc nội trên sân nhà trước Hull City, Plymouth Argyle và Lincoln City vào tháng 9 năm 1955. Ông rời đi cuối mùa giải và thi đấu cho Winsford United.

## Thống kê sự nghiệp
| Câu lạc bộ          | Mùa giải            | Hạng đấu            | Giải quốc nội | Giải quốc nội | Cúp FA  | Cúp FA    | Tổng    | Tổng      |
| Câu lạc bộ          | Mùa giải            | Hạng đấu            | Số trận       | Bàn thắng     | Số trận | Bàn thắng | Số trận | Bàn thắng |
| ------------------- | ------------------- | ------------------- | ------------- | ------------- | ------- | --------- | ------- | --------- |
| Stoke City          | 1955-56             | Second Division     | 9             | 3             | 0       | 0         | 9       | 3         |
| Tổng cộng sự nghiệp | Tổng cộng sự nghiệp | Tổng cộng sự nghiệp | 9             | 3             | 0       | 0         | 9       | 3         |